# The Dark Pictures Anthology: Little Hope
The Dark Pictures Anthology: Little Hope, kurz auch bekannt als Little Hope, ist ein Horror-Action-Adventure von Supermassive Games; veröffentlicht von Bandai Namco Entertainment.

## Gameplay
Das Gameplay ist ähnlich dem Erfolgsspiel von Supermassive Games Until Dawn aus 2015. Der Spieler begleitet eine fünfköpfige Gruppe auf einem Horror-Abenteuer-Trip und muss dabei kleinere Handlungen vornehmen, Entscheidungen treffen und Quick-Time-Events bestehen. Dabei ist das Spiel eher wie ein interaktiver Film gestaltet, wobei die Figuren nur in manchen Szenen selbst gesteuert werden müssen. Neben einem Einzelspielermodus stehen zwei weitere Spieloptionen zur Verfügung. Der Online-Multiplayer-Modus „Shared Story“ erlaubt es, die Story zeitgleich mit einem Freund an zwei Endgeräten zu spielen. Ein Filmabend genannter Modus kann von bis zu fünf Spielern gespielt werden; hier wird sich am Endgerät abgewechselt, wobei zu Beginn die einzelnen Figuren verteilt werden. Im Spiel müssen die Spieler verschiedene Entscheidungen für ihre Charaktere treffen, die Konsequenzen auf den weiteren Spielverlauf haben und die Beziehung der Charaktere untereinander beeinflusst (Schmetterlingseffekt). Alle fünf Charaktere können das Spiel überleben oder währenddessen umkommen. Das Spiel hat verschiedene Enden mit unterschiedlichen Szenarios.
Die Spielzeit beträgt circa fünf Stunden. Eine der Hauptrollen spielt Will Poulter. Laut dem Magazin Spieletipps soll sich das Gameplay im Vergleich zum durchaus kritisierten ersten Teil deutlich verbessert haben, beispielsweise durch die kurze Ankündigung von Quick-Time-Events.

## Rezensionen
- „teuflisch gutes Horrorspiel“ (Bewertung 8/10); PC Games[3]
- „Am Ende wollten wir, dass alle sterben. Mit Little Hope erscheint der zweite Teil [...], der jedoch auf allen Ebenen enttäuscht.“ (Bewertung 55/100); GamePro[4]

## Prequels & Sequels
Little Hope ist das zweite der inhaltlich voneinander unabhängigen Videospielen in der The Dark Pictures Anthology Serie. Teil 1 aus 2019 war Man of Medan; der dritte Teil House of Ashes erschien am 22. Oktober 2021. Das Spiel erschien am 30. Oktober 2020 für PlayStation 4, Xbox One und PC. Seit 18. November 2022 bildet der vierte Teil The Devil in Me den Abschluss der ersten Staffel. Eine zweite Staffel ist mit dem ersten Spiel Directive 8020 angekündigt.